# Anii 290 î.Hr.
Secole: Secolul al IV-lea î.Hr. - Secolul al III-lea î.Hr. - Secolul al II-lea î.Hr.
Decenii: Anii 340 î.Hr. Anii 330 î.Hr. Anii 320 î.Hr. Anii 310 î.Hr. Anii 300 î.Hr. - Anii 290 î.Hr. - Anii 280 î.Hr. Anii 270 î.Hr. Anii 260 î.Hr. Anii 250 î.Hr. Anii 240 î.Hr.
Anii: 300 î.Hr. | 299 î.Hr. | 298 î.Hr. | 297 î.Hr. | 296 î.Hr. | 295 î.Hr. | 294 î.Hr. | 293 î.Hr. | 292 î.Hr. | 291 î.Hr. | 290 î.Hr.
Evenimente